# Бронепалубни крайцери тип „Хайфлаер“
Хайфлаер (на английски: Highflyer) са серия бронепалубни крайцери от 2-ри ранг, на Британския Кралски флот построени през 1890-те години на 19 век. Серията е развитие на крайцерите от типа „Еклипс“. Това е тяхна усъвършенствана версия, с единна 152 mm артилерия на главния калибър.
Всичко от проекта са построени 3 единици: „Хайфлаер“ (на английски: HMS Highflyer), „Хермес“ (на английски: HMS Hermes) и „Хиацинт“ (на английски: HMS Hyacinth). Последващо развитие на проекта са крайцерите от типа „Челънджър“.

## История на службата
- HMS Highflyer – заложен на 7 юни 1897 г., спуснат на вода на 4 юни 1898 г., в строй от 7 декември 1899 г.
- HMS Hermes – заложен на 30 април 1897 г., спуснат на вода на 7 април 1898 г., в строй от 5 октомври 1899 г.
- HMS Hyacinth – заложен на 27 януари 1897 г., спуснат на вода на 27 октомври 1898 г. в строй от 3 септември 1900 г.[2]